# ウィルソン・シャノン
ウィルソン・シャノン(Wilson Shannon、1802年2月24日 - 1877年8月30日)はアメリカ合衆国のオハイオ州カンザス州の民主党の政治家。第14代、第16代のオハイオ州知事を務め、オハイオ州で生まれた最初の知事。第2代カンザス準州知事でもある。

## 生い立ち
シャノンはオハイオ州ベルモント郡で、アイルランド系移民でありアメリカ独立戦争で戦ったジョージ・シャノンの子として生まれた。ウィルソン・シャノンの兄、トーマス・シャノンは1826年から1827年まで連邦下院議員を任期をまっとう出来ないながらも務めた。一番上の兄、ジョージ・シャノンはルイス・クラーク探検隊の最年少のメンバーであった。

## オハイオ州での政歴
オハイオ大学とトランシルヴァニア大学に通った後、シャノンは弁護士になって1830年に開業した。1832年に連邦下院議員選挙に出馬するが僅か37票差で敗れる。1838年の州知事選挙に当選するまではベルモント郡で検事を務めた。彼は1840年にホイッグ党の候補者トマス・コーウィンに再選を阻まれるが、2年後の2期目はコーウィンを破った。シャノンはジョン・タイラー大統領からメキシコへの公使として任命され1844年4月15日に辞職。
シャノンは呼び戻されるまでその地位で1年を過ごした。シャノンは1849年ゴールドラッシュのカリフォルニアに行ったが帰って1852年に連邦下院議員選挙に当選した。彼は1855年にフランクリン・ピアース大統領からカンザス準州知事として任命されるまでの1期を務めた。